# Experimento com células e antiprótons

O experimento com células e antiprótons (E.C.A.), D.A. 4, nas instalações do desacelerador de antiprótons na Organização europeia para a pesquisa nuclear (O.E.P.N.), em Genebra, foi iniciado em 2003. Seu objetivo é avaliar totalmente a eficácia e adequação dos antiprótons para a terapia contra o câncer.

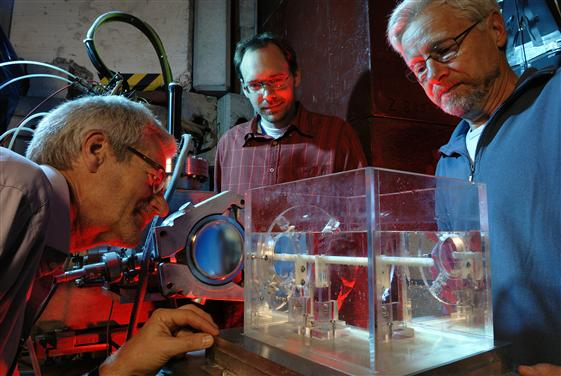
Membros da colaboração do E.C.A. na instalação experimental

Em 1947, Robert R. Wilson introduziu a terapia de feixe de partículas, já que as partículas carregadas pesadas tendem a ter uma faixa finita na água (portanto, no corpo humano) e um perfil de dose em profundidade vantajoso em comparação com os elétrons ou raios-X. Seguindo essas ideias, começou a busca por uma partícula "ideal" para a terapia do câncer. E a colaboração do E.C.A. foi estabelecida para medir e comparar a eficácia biológica relativa [en] de prótons e antiprótons.
Os resultados do E.C.A. mostraram que a quantidade de antiprótons necessários para quebrar as células tumorais era quatro vezes menor que a quantidade de prótons necessários. O efeito nos tecidos saudáveis devido aos antiprótons foi significativamente menor. Embora o experimento tenha terminado em 2013, mais pesquisas e validações ainda continuam, devido aos longos procedimentos de introdução de novos tratamentos médicos.